# Żary Kunice
Żary Kunice – przystanek kolejowy w Żarach, w dzielnicy Kunice w województwie lubuskim, w Polsce.

## Wymiana pasażerska
| Rok  | Wymiana pasażerska na dobę |
| ---- | -------------------------- |
| 2017 | 10-19                      |
| 2023 | 0-9                        |

Do 1945 Żary Kunice były jedną z końcowych stacji zelektryfikowanej, wąskotorowej sieci kolei przemysłowych, sięgającej do Mirostowic Górnych.